# Casa individuală de pe str. Galbenă, 1 (Chișinău)
Casa individuală de pe str. Galbenă, 1 este o clădire amplasată pe str. Galbenă, 1 în Chișinău, Republica Moldova. Este un monument arhitectural de importanță națională inclus în Registrul monumentelor Republicii Moldova ocrotite de stat cu nr. 125 (municipiul Chișinău). Datează din anii 1930.